# Those Who Tell the Truth Shall Die, Those Who Tell the Truth Shall Live Forever
Those Who Tell the Truth Shall Die, Those Who Tell the Truth Shall Live Forever es el segundo álbum de la banda estadounidense de post-rock, Explosions in the Sky, lanzado el 27 de agosto de 2001. Este fue su primer álbum lanzado en la discográfica Temporary Residence Limited.

## Detalles
Con este álbum, la banda obtuvo un pequeño nivel de atención en los medios, debido a que la portada del álbum contenía una imagen de un avión y el texto "This Plane Will Crash Tomorrow" (en español: "Este avión se estrellará mañana"). Muchas fuentes aseguran que el disco fue lanzado el 10 de septiembre de 2001, el día antes de los atentados del 11 de septiembre de 2001, pero en una entrevista publicada en Skyscraper Magazine en la primavera boreal de 2004 reveló que el álbum fue oficialmente lanzado el 27 de agosto de 2001. Los miembros de la banda le aseguraron a la revista que tenían la idea del arte de tapa y el epígrafe desde más de un año antes de los ataques al World Trade Center.
La pista "Have You Passed Through This Night?" es la primera canción en la historia de la banda en contener palabras: un extracto de la película The Thin Red Line (La delgada línea roja).
El arte del álbum, realizado por David Logan, fue inspirado en los ángeles de Mons.

## Lista de canciones
1. "Greet Death" – 7:19
2. "Yasmin the Light" – 7:03
3. "The Moon Is Down" – 10:02
4. "Have You Passed Through This Night?" – 7:19
5. "A Poor Man's Memory" – 6:04
6. "With Tired Eyes, Tired Minds, Tired Souls, We Slept" – 12:04

## Intérpretes

### Explosions In The Sky
- Munaf Rayani – guitarra
- Mark Smith – guitarra
- Michael James – bajo y guitarra
- Chris Hrasky – batería y percusión